# Háás
Háás är ett sadelpass i republiken Island. Det ligger i regionen Austurland, 300 km öster om huvudstaden Reykjavík.
Trakten runt Háás är nära nog obefolkad, med mindre än två invånare per kvadratkilometer. Det finns inga samhällen i närheten. Trakten runt Háás består i huvudsak av gräsmarker.